# یک تاج طلایی
«یک تاج طلایی» (به انگلیسی: A Golden Crown) ششمین قسمت از فصل اول مجموعه تلویزیونی بازی تاج‌وتخت است که در ۲۲ مه ۲۰۱۱ از شبکه اچ‌بی‌او پخش شد. این قسمت را جین اسپنسون، دیوید بنیاف و دی. بی. وایس نوشته‌اند و دانیل میناهان آن را کارگردانی کرده‌است.